# Itapuã (Viamão)

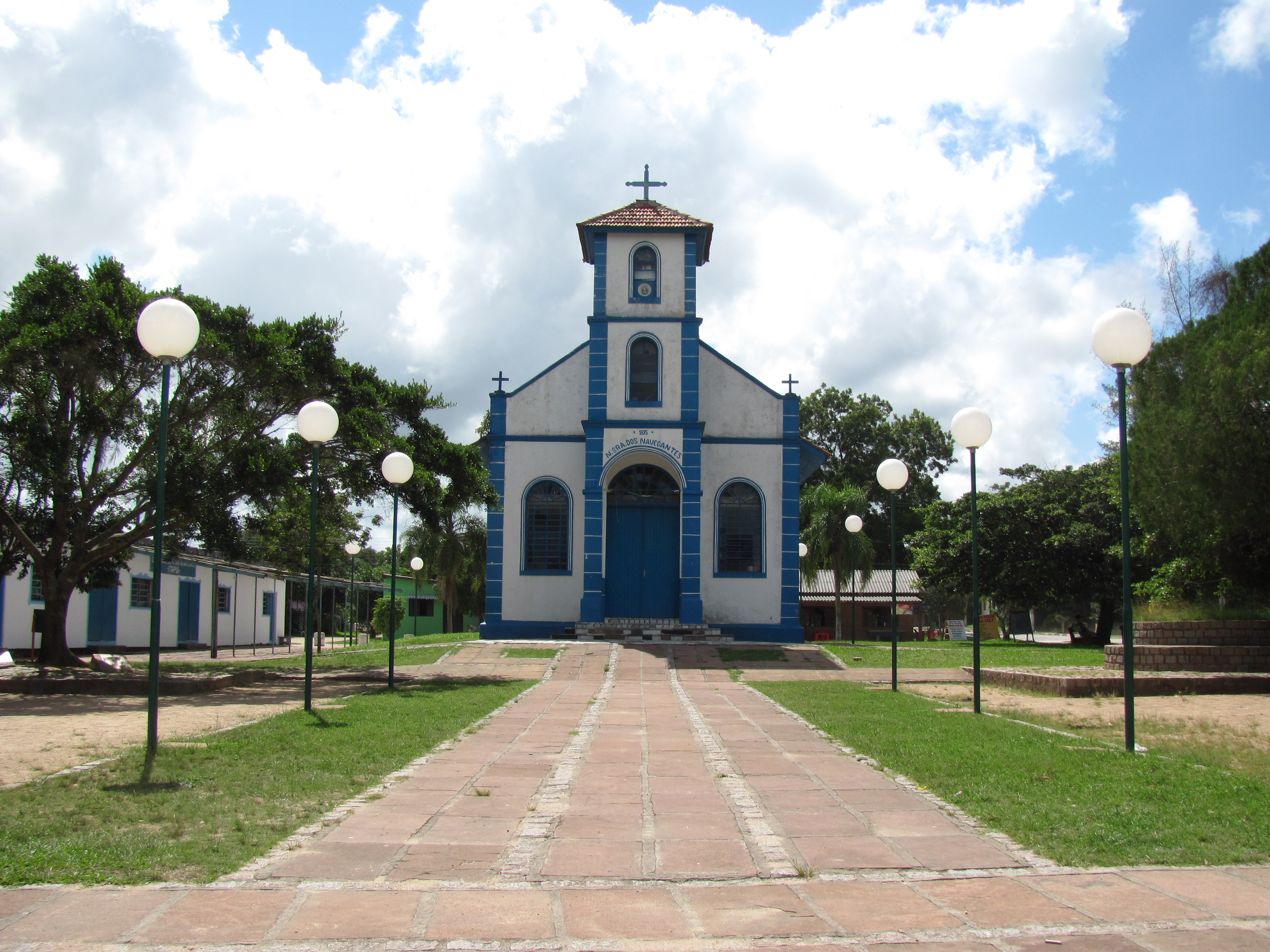
Igreja Nossa Senhora dos Navegantes

Itapuã é um distrito do município de Viamão, no Rio Grande do Sul. Itapuã abrange o extremo sul do município, com praias junto à Lagoa dos Patos e ao Lago Guaíba. Graças à políticas de preservação, o distrito conta com um ecossistema rico em espécies nativas, sendo um dos poucos locais onde é possível encontrar vegetação litorânea original, a Mata Atlântica, neste estado. 